# Basilica dei Ventisei Santi Martiri del Giappone
La basilica dei Ventisei Santi Martiri del Giappone (in giapponese 日本二十六聖殉教者堂?) o Chiesa di Ōura (大浦天主堂?, Ōura Tenshudō) è una basilica minore cattolica e concattedrale dell'Arcidiocesi di Nagasaki situata a Nagasaki in Giappone, costruita poco tempo dopo l'abbandono della politica d'isolamento da parte delle autorità giapponesi nel 1853. Questa basilica è dedicata ai ventisei martiri del Giappone. Per molti anni è stata l'unico edificio in stile occidentale iscritto nel Tesoro nazionale del Giappone ed è considerata la più antica chiesa del Giappone.

## Storia

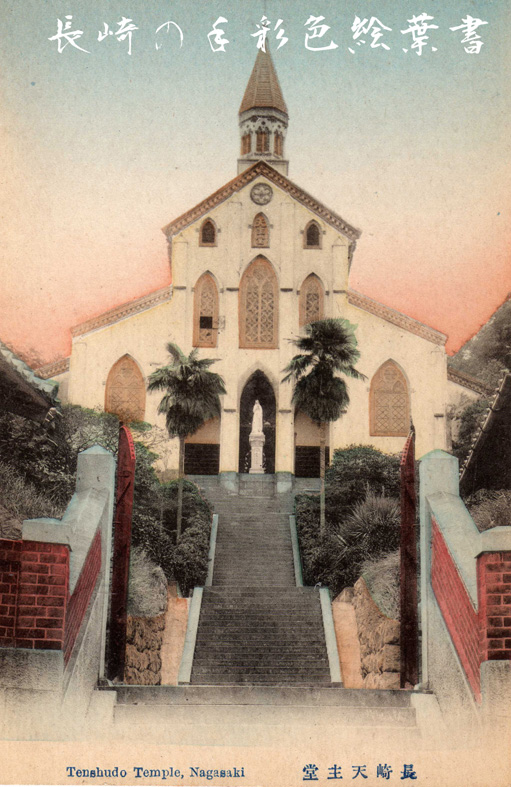
Chiesa di Ōura, Cartolina colorata a mano (Periodo Taishō)

Nel 1863 due sacerdoti francesi della Società per le missioni estere di Parigi, i padri Louis Furet e Bernard Petitjean, sbarcarono a Nagasaki con l'intenzione di costruire una chiesa in onore dei ventisei martiri del Giappone, nove preti (sei francescani europei e tre gesuiti giapponesi) e diciassette cristiani giapponesi crocifissi nel 1597 per ordine di Toyotomi Hideyoshi. La chiesa fu completata nel 1864. Costruita da Koyama Hidenoshin, maestro carpentiere di Glover Garden, era originariamente una piccola chiesa di legno a tre navate e con tre torri ottagonali. L'edificio attuale è una basilica in stile neogotico ben più grande che risale circa al 1879. L'attuale struttura è stata costruita in mattoni stuccati di bianco su cinque navate, con soffitti a volta e una torre ottagonale. Il disegno deriva molto probabilmente da un progetto belga utilizzato da alcuni missionari cattolici in una precedente chiesa costruita ad Osaka. Le vetrate sono state portate dalla Francia.
Il 17 marzo 1865, poco dopo il completamento della prima cattedrale, il padre Petitjean vide un gruppo di persone che stavano di fronte all'edificio, che domandarono che fosse loro aperta la porta della chiesa. Appena il prete si inginocchiò davanti all'altare, un'anziana del gruppo gli si avvicinò e gli disse: «Noi abbiamo nel cuore il vostro stesso sentimento. Dov'è la statua della Vergine Maria?». Petitjean apprese che queste persone erano originarie del vicino villaggio di Urakami ed erano dei kakure kirishitan, discendenti dei primi cristiani giapponesi che si nascosero dopo la rivolta di Shimabara negli anni 1630 per sfuggire alle persecuzioni. Una statua di marmo bianco della Vergine Maria fu portata dalla Francia e posta nella chiesa per commemorare questo evento. Un bassorilievo in bronzo nel cortile della chiesa rappresenta la scena dell'incontro. In poco tempo decine di migliaia di cristiani clandestini uscirono dai loro nascondigli nella regione di Nagasaki. Il fatto che una comunità cristiana fosse sopravvissuta così a lungo in totale clandestinità e isolamento fu una sorpresa inaspettata per l'Occidente: quando la notizia giunse al papa Pio IX, egli dichiarò questo fatto un «miracolo dell'Oriente».

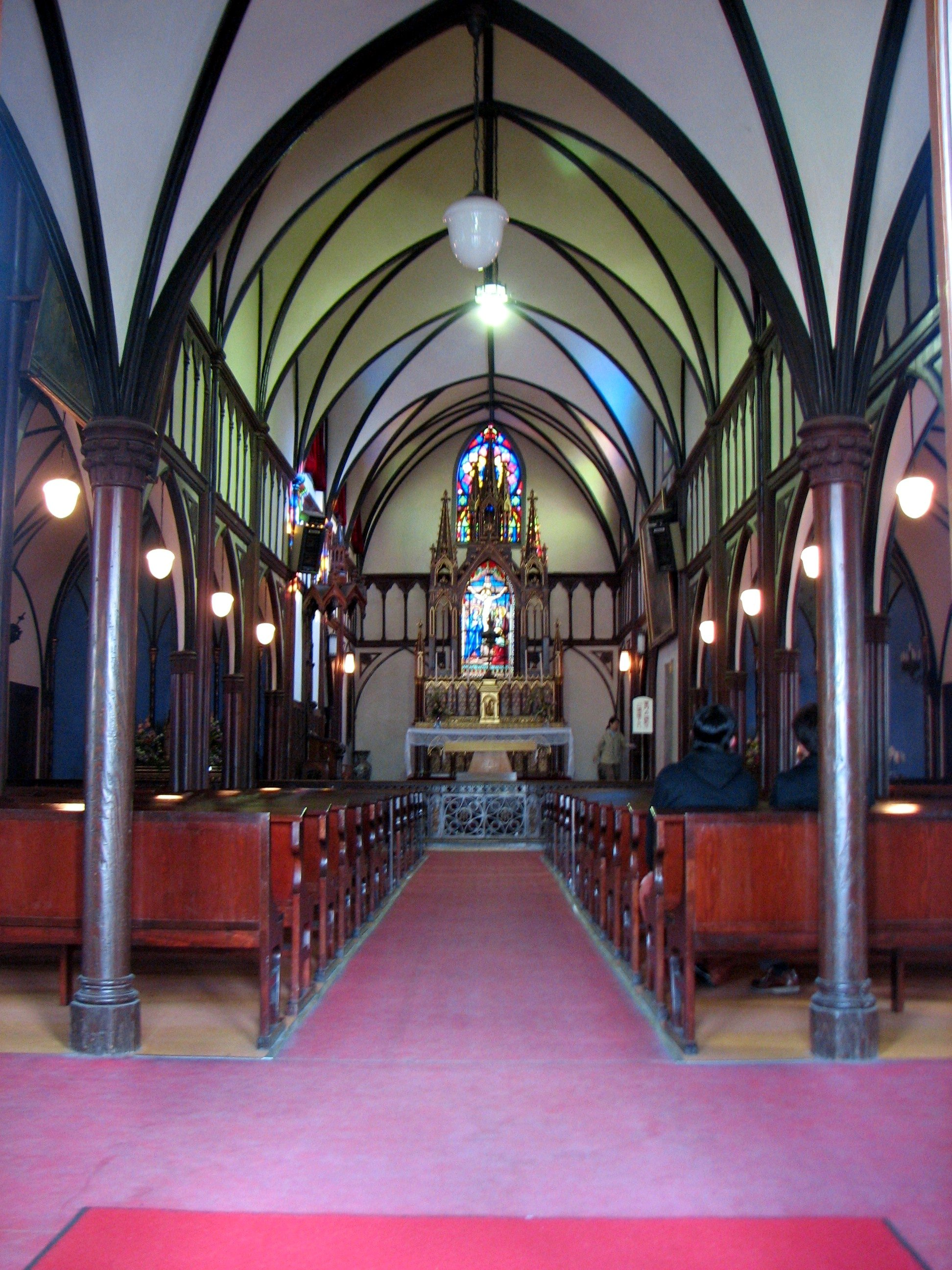
Interno della basilica

La cattedrale di Ōura è stata dichiarata Tesoro nazionale del Giappone nel 1933 e poi di nuovo il 31 marzo 1953 in virtù della legge del 1951 per la protezione dei beni culturali. Era il primo edificio in stile occidentale del Giappone a ricevere un tale riconoscimento e rimase l'unico fino al 2009 quando il palazzo Akasaka in stile neo-barocco ottenne la medesima classificazione.
Il 26 aprile 2016 è stato conferito alla chiesa lo status di basilica minore dalla Santa Sede.
La basilica fa parte dei Siti cristiani nascosti della regione di Nagasaki iscritti nella lista dei patrimoni dell'umanità nel 2018.